# Неплюев, Владимир Степанович
Владимир Степанович Неплюев (1847 — не ранее 1917) — русский военный инженер, инженер-генерал (1908), комендант Очаковской, Севастопольской и Ковенской крепостей. Участник усмирения Севастопольского восстания (1905).

## Биография
Неплюев родился 15 февраля 1847 года. Получив первоначальное образование в Константиновском межевом институте, он 3 февраля 1868 года поступил на военную службу. Окончил Николаевское инженерное училище по 1-му разряду и был выпущен подпоручиком в 1-й Кавказский сапёрный батальон (12 июля 1869 года). Продолжая службу в инженерных частях, Неплюев окончил Николаевскую инженерную академию со званием военного итнженера, был произведён в поручики (23 июля 1873 года), штабс-капитаны (20 ноября 1873 года), капитаны (26 марта 1877 года) и подполковники (25 октября 1881 года), принял участие в Русско-турецкой войне 1877 — 1878 годов, получив за боевые отличия ордена Святого Владимира 4-й степени с мечами и бантом и Святого Станислава 2-й степени с мечами.
Произведённый в полковники (13 апреля 1886 года), Неплюев 19 июля 1886 года был назначен начальником Ковенского крепостного инженерного управления и занимал этот пост почти 12 лет. 17 сентября 1895 года произведён в генерал-майоры со старшинством на основании Манифеста 17 февраля 1762 года (впоследствии установлено с 14 мая 1896 года). 4 марта 1898 года назначен начальником инженеров Виленского военного округа и 6 декабря 1902 года произведён в генерал-лейтенанты.
С 27 февраля 1903 года Неплюев являлся комендантом Очаковской крепости, а 6 августа 1905 года был переведён на пост коменданта Севастопольской крепости. Посланные им части 18 октября 1905 года произвели расстрел демонстрации около Севастопольской тюрьмы. При разгоне демонстрации были убиты 8 и ранены более 50 человек. Это подстегнуло развитие Севастопольского восстания (1905). 12 мая 1906 года на него было совершено покушение членами партии социалистов-революционеров Макаровым и Фроловым во время парада перед Владимирским собором. Сам Неплюев не пострадал, Фролов, а также 6 прохожих погибли, 37 человек были ранены.
14 февраля 1907 года Неплюев был назначен комендантом Ковенской крепости; до того, как он отбыл из Севастополя к новому месту службы, на него было произведено повторное покушение (21 февраля), при котором он был контужен. 1 ноября 1908 года Неплюев был произведён в инженер-генералы с увольнением от службы с мундиром и пенсией.
Выйдя в отставку, Неплюев проживал в Гатчине по адресу: Николаевская, 22 вместе с супругой Верой Степановной (последний раз упомянут в издании "Весь Петроград" на 1917 год, сведений о его дальнейшей судьбе не обнаружено).

## Награды
За свою службу Неплюев был награждён многими орденами, в их числе:
- Орден Святого Станислава 3-й степени (1876 год)
- Орден Святого Владимира 4-й степени с мечами и бантом (1877 год)
- Орден Святого Станислава 2-й степени с мечами (1877 год)
- Орден Святой Анны 2-й степени (1885 год)
- Орден Святого Владимира 3-й степени (1889 год)
- Орден Святого Станислава 1-й степени (1898 год)
- Орден Святой Анны 1-й степени (6 декабря 1905 года)